# Ernst Bernardien
Ernst Robert Bernardien (* 14. Oktober 1864 in Königsberg i. Pr.; † 24. Februar 1944 in Hohenleipisch) war ein deutscher Bildhauer in Berlin-Wilmersdorf.

## Leben
Bernardien lernte an der Kunstakademie Königsberg unter Friedrich Reusch.
Über Reudnitz zog er kurz nach Charlottenburg, wo er im gleichen Haus wie Heinrich Günther-Gera lebte oder arbeitete, und zog Ende der 1890er nach Wilmersdorf.
Er nannte sich akademischer Bildhauer oder Kunstbildhauer.
Er schuf vor allem Bronzeplastiken und Denkmäler. Bronze wurde im Zweiten Weltkrieg häufig beschädigt oder als Metallspenden eingesammelt und der Kriegsindustrie zugänglich gemacht.

## Werke
- Zwei holländische Kindergruppen, 1912. Der Brabanter-Platz in Wilmersdorf wurde im Holländischen Stil gestaltet[7][2][8]
  - Jungholland – Kindergruppe Teil I, Mädchen, Fischerkinder in holländischer Kleidung, Wurfnetze, Tulpen[9][7][10]
  - Jungholland – Kindergruppe Teil II, Jungen, Fischerkinder in holländischer Kleidung, Schleppnetz, Apfelkörbe, Akkordeon[9][7][11]
- Denkmal Friedrich II., Landhaus Danzig[2]
- Grabmal Härtel, Südfriedhof Leipzig[2]
- Figuren am Rathaus von Leipzig-Reudnitz[2]
- Grabdenkmal Leo Stern, Kirchhof zu Gatow, Dorfkirche, nahe Spandau[12]

## Ausstellungen
- 1887: 59. Ausstellung der königlichen Akademie der Künste im Landesausstellungsgebäude zu Berlin, Objekte: Rheintöchter bekränzen das Denkmal König Ludwigs (Gruppe, Gips), Hirtenknabe (Figur, Gips)[3]
- 1893: Grosse Berliner Kunstausstellung, Objekt: Büste des Herrn Geh. Rath Prof Dr. Foerster Direktor der Sternwarte zu Berlin[13]
- 1896: Internationale Kunstausstellung Berlin, Objekte: Weibliche Büste (Gips), Atiak. Dinkabüste (Gips)[14]
- 1897: Grosse Berliner Kunstausstellung, Objekte: Weibliche Bildnisbüste (Gips), Bismarck-Statuette (Gips)[5]
- 1900: Grosse Berliner Kunstausstellung, Objekte: Bildnisbüste, Selbstbildnis[15]
- 1903: Grosse Berliner Kunstausstellung, Objekte: Kaiser Friedrich (Gipsstatuette)[6]
- 1905: Grosse Berliner Kunst-Ausstellung, Objekt: Hirte (Bronze)[16]
- 1908: Grosse Berliner Kunstausstellung, Objekte: Hirte (Bronze), Exzellenz Dr. Colmar Freiherr v. d. Goltz, Märchenerzählerin (Gipsrelief)[17]
- 1913: Grosse Berliner Kunstausstellung, Objekt: Evchen (Gips)[18]